# Specjalna Strefa Rewitalizacji
Specjalna Strefa Rewitalizacji – przewidziany w ustawie z dnia 9 października 2015 r. o rewitalizacji obszar specjalny ustanawiany w celu zapewnienia sprawnej realizacji przedsięwzięć rewitalizacyjnych, zwany w ustawie „Strefą”. Strefa stanowi osobną kategorię obszaru specjalnego, integralnie powiązaną jednak z obszarem rewitalizacji, może być zatem wyznaczona tylko na obszarze rewitalizacji. 
Wyznaczenie Strefy może nastąpić po uprzednim wyznaczeniu obszaru zdegradowanego i obszaru rewitalizacji oraz uchwaleniu gminnego programu rewitalizacji i zgodnie z jego ustaleniami. Specjalna Strefa Rewitalizacji nie jest podobszarem obszaru rewitalizacji. Może ona obejmować część lub całość obszaru rewitalizacji. Na obszarze Strefy obowiązuje specjalny reżim prawny, odrębny od specjalnego reżimu prawnego obowiązującego w związku z wyznaczeniem i funkcjonowaniem obszaru rewitalizacji.

## Wyznaczenie Specjalnej Strefy Rewitalizacji
Uchwała rady gminy w sprawie ustanowienia na obszarze rewitalizacji Specjalnej Strefy Rewitalizacji stanowi akt prawa miejscowego. Uchwałę w przedmiocie ustanowienia Strefy rada gminy podejmuje na wniosek wójta (burmistrza, prezydenta miasta), na zasadzie fakultatywności na okres nie dłuższy niż 10 lat, bez możliwości przedłużenia. Na danym obszarze rewitalizacji może zostać ustanowionych kilka Stref, dopuszcza się bowiem podjęcie odrębnych uchwał o ustanowieniu Specjalnej Strefy Rewitalizacji dla podobszarów rewitalizacji. 

## Szczególne środki prawne na obszarze rewitalizacji
Ustanowienie Specjalnej Strefy Rewitalizacji umożliwia gminie stosowanie na terenie Strefy specjalnych rozwiązań prawnych, w tym instrumentów ekonomicznych i społecznych, które mają zachęcać przedsiębiorców do zaangażowania w proces rewitalizacji, co w konsekwencji powinno wywrzeć pozytywny wpływ na sytuację gospodarczą w gminie, a ponadto rozwiązań ułatwiających przeprowadzanie rewitalizacji. Możliwość skorzystania z tych szczególnych regulacji wygasa po upływie dziesięcioletniego terminu obowiązywania uchwały w sprawie Strefy, przy czym nie jest możliwe przedłużenie czasu obowiązywania Strefy. Wśród szczególnych regulacji właściwych Specjalnej Strefie Rewitalizacji można wskazać:

### Uprzywilejowanie społecznego budownictwa czynszowego
Społeczne budownictwo czynszowe to budownictwo mieszkaniowe, w przypadku którego spełniane są łącznie następujące warunki:
1. Dostęp do lokali mieszkalnych odbywa się na zasadach nierynkowych na podstawie kryteriów określonych przez organy władzy publicznej,
2. Na etapie budowy, przebudowy lub użytkowania budynków podmioty realizujące inwestycje korzystają ze wsparcia środkami Krajowego Zasobu Nieruchomości lub publicznymi,
3. Jest realizowane przez podmioty, których głównym celem działania nie jest osiągnięcie zysku[8].

Jeżeli na obszarze Specjalnej Strefy Rewitalizacji wykonywana jest przewidziana w gminnym programie rewitalizacji, w ramach przedsięwzięć rewitalizacyjnych, budowa lub przebudowa budynków służących rozwojowi społecznego budownictwa czynszowego, to inwestycje te stają się celem publicznym w rozumieniu ustawy o gospodarce nieruchomościami. Lokalizację takich inwestycji określa się w miejscowym planie zagospodarowania przestrzennego, wskazując dla nieruchomości przeznaczonych pod zabudowę mieszkaniową, że realizacja zabudowy zgodnej z tym planem następuje w ramach realizacji inwestycji celu publicznego, co umożliwia daleko idącą ingerencję w prawo własności nieruchomości dla realizacji tego celu, w tym wywłaszczenie.

### Czasowa przeprowadzka lokatora gminnego zasobu mieszkaniowego
Jeżeli jest to niezbędne do realizacji przedsięwzięć rewitalizacyjnych, lokator zamieszkujący w lokalu wchodzącym w skład mieszkaniowego zasobu gminy i znajdującym się na obszarze Specjalnej Strefy Rewitalizacji jest obowiązany opróżnić ten lokal na czas wykonywania robót budowlanych polegających na remoncie, przebudowie albo budowie obiektu budowlanego.
Wójt (burmistrz, prezydent miasta) na piśmie wskazuje lokatorowi termin (nie może być krótszy niż 60 dni, licząc od dnia doręczenia pisma) opróżnienia lokalu i przeniesienia go do lokalu zamiennego.
Po zakończeniu wykonywania robót budowlanych wójt (burmistrz, prezydent miasta) udostępnia lokatorowi ten sam lokal, a jeżeli jest to niemożliwe z uwagi na przebudowę lokalu, zmianę sposobu jego użytkowania lub brak zgody lokatora – zawiera z lokatorem umowę najmu lokalu:
1. W tej samej miejscowości, o powierzchni, wyposażeniu i stanie technicznym równych lub korzystniejszych niż w opróżnionym lokalu;
2. Spełniającego wymagania lokalu zamiennego – w przypadku gdy powierzchnia, wyposażenie i stan techniczny opróżnionym lokalu są mniej korzystne niż określone dla lokalu zamiennego[16].

Obowiązek pokrycia kosztów przeprowadzki spoczywa na gminie.
Jeżeli lokator nie opróżni lokalu w terminie wójt (burmistrz, prezydent miasta) może wystąpić do wojewody z wnioskiem o wydanie decyzji nakazującej opróżnienie lokalu, której na wniosek wójta (burmistrza, prezydenta miasta) nadaje się rygor natychmiastowej wykonalności, jeżeli jest to uzasadnione interesem gospodarczym gminy. Orzeczone w tym trybie opróżnienie lokalu również ma charakter czasowy – wyłącznie na czas prowadzenia robót budowlanych. Lokatora przenosi się do lokalu zamiennego, a po zakończeniu robót jest on uprawniony do powrotu do pierwotnie zajmowanego lokalu.

### Prawo pierwokupu
Gminie przysługuje prawo pierwokupu w przypadku sprzedaży nieruchomości położonych na obszarze Specjalnej Strefy Rewitalizacji. Rozwiązanie to pozwala zapewnić, w ramach koordynacyjnej roli gminy w rewitalizacji, szerszą możliwość nabywania nieruchomości w celu realizacji przedsięwzięć wynikających z gminnego programu rewitalizacji. Prawo pierwokupu uzupełnia w tym przypadku możliwość wywłaszczenia i dotyczy wszystkich nieruchomości położonych na obszarze Strefy. Inaczej niż w przypadku prawa pierwokupu, które można wprowadzić w uchwale o wyznaczeniu obszaru zdegradowanego i obszaru rewitalizacji, ustawowe prawo pierwokupu na obszarze Strefy przysługuje gminie zawsze.

### Zakaz wydawania decyzji o warunkach zabudowy
W uchwale w sprawie ustanowienia na obszarze rewitalizacji Specjalnej Strefy Rewitalizacji rada gminy może ustanowić na obszarze Strefy zakaz wydawania decyzji o warunkach zabudowy dla wszystkich albo określonych w tej uchwale zmian sposobu zagospodarowania terenu wymagających tej decyzji, w tym zmian sposobu użytkowania obiektu budowlanego lub jego części, jeżeli stopień pokrycia obszaru Strefy miejscowymi planami zagospodarowania przestrzennego wskazuje, że nieustanowienie zakazu może doprowadzić do zmian w zagospodarowaniu Strefy niezgodnych z gminnym programem rewitalizacji albo utrudniających jego realizację.
Decyzje o warunkach zabudowy mogą nie sprzyjać zapewnieniu ładu przestrzennego, przyczyniając się do niekontrolowanej suburbanizacji i stanowiąc narzędzie spekulacji gruntowej. Wskazany zakaz zwiększa zatem kontrolę gminy nad przestrzenią.

### Dotacje
W przypadku nieruchomości położonych na obszarze Specjalnej Strefy Rewitalizacji gmina może udzielić ich właścicielom lub użytkownikom wieczystym dotacji w wysokości nieprzekraczającej 50% nakładów koniecznych na wykonanie:
1. Robót budowlanych polegających na remoncie lub przebudowie,
2. Prac konserwatorskich i prac restauratorskich w rozumieniu ustawy z dnia 23 lipca 2003 r. o ochronie zabytków i opiece nad zabytkami – w odniesieniu do nieruchomości niewpisanych do rejestru zabytków, jeżeli wnioskowane działania służą realizacji przedsięwzięć rewitalizacyjnych.

## Dane statystyczne
Do końca 2017 roku jedynie 2 miasta na prawach powiatu, Płock i Łódź, wprowadziły Specjalne Strefy Rewitalizacji, a 15 gmin wskazało, że planuje do 2019 roku ustanowić Strefy na obszarze rewitalizacji
W marcu 2024 roku gmina Wołomin ustanowiła Specjalną Strefę Rewitalizacji na obszarze rewitalizacji.
Zobacz też 
- dialog społeczny
- gospodarka przestrzenna
- psychologia społeczna
- urbanistyka
- architektura krajobrazu
- władztwo planistyczne gminy